# Israël au Concours Eurovision de la chanson 2017
Israël  est l'un des quarante-deux pays participants du Concours Eurovision de la chanson 2017, qui se déroule à Kiev en Ukraine. Le pays est représenté par le chanteur Imri Ziv, choisi via Hakochav Haba, version locale de Rising star. Sa chanson I Feel Alive, a, pour sa part, été sélectionnée en interne. Lors de l'Eurovision, le pays arrive en 23e place avec 39 points.

## Sélection
Le diffuseur israélien confirme sa participation le 26 mai 2016, confirmant que le chanteur sera sélectionné via la version locale de Rising Star : Hakochav Haba. Le télé-crochet est, à terme, remporté par Imri Ziv. Sa chanson, I Feel Alive, choisie en interne, est publiée le 9 mars 2017.

## À l'Eurovision
Israël participe à la deuxième demi-finale, le 11 mai 2017. Arrivé 3e avec 207 points, le pays se qualifie pour la finale du 13 mai 2017, où il termine 23e avec 39 points.